# 背风安的列斯群岛
背风安的列斯群岛（英語：Leeward Antilles），又称背风群岛（荷蘭語：Benedenwindse Eilanden），是加勒比海中略呈线状排列的一个群岛，是小安的列斯群岛的南部（因而也是安的列斯群岛以及范围更大的西印度群岛的一部分）。在航海时代由西班牙命名为背风群岛（注意区分后来英国将北部的小安的列斯群岛（之前由西班牙命名的向风群岛，处于信风的迎风面而得名）分为背风群岛与向风群岛，这种划分虽为现在国际通用，但无地理意义），因其位于信风背风坡而命名。它沿加勒比海的南缘排列，离南美洲大陆北部的委内瑞拉海岸不远，东起特立尼达和多巴哥，西至阿鲁巴岛。不应将背风安的列斯群岛和背风群岛相混，后者也是小安的列斯群岛的一部分，位于其东北部。
背风安的列斯群岛基本上不存在火山活动，它沿加勒比板块发生变形的南界分布，由该板块向南美洲板块下的消减作用形成。最近的研究表明，背风安的列斯群岛正在向南美洲增生。
在政区上，背风安的列斯群岛分属于荷蘭王國和委内瑞拉。

## 岛屿
背风安的列斯群岛包括的岛屿有（大致从西向东）：
- ABC群岛:
  - 阿鲁巴岛（荷蘭王國自治國）
  - 博奈尔岛（荷兰加勒比区的一部分，荷兰的公共实体）
  - 库拉索岛（荷蘭王國自治國）
- 联邦属地 (委内瑞拉)[註 1]:
  - 洛斯蒙赫斯群岛
  - 拉托尔图加岛
  - 拉索拉岛
  - 濱海群岛
  - 洛斯弗赖莱斯群岛
  - 帕托斯岛
  - 罗克斯群岛
  - 布兰基亚岛
  - 兄弟群岛
  - 拉奥奇拉岛
  - 拉斯阿韦斯群岛
- 新埃斯帕塔州（委内瑞拉）
  - 玛格丽塔岛
  - 科切岛
  - 库瓦瓜岛
- 法尔孔州 （委内瑞拉）
  - 帕拉瓜纳半岛

注：
1. ↑  还包括阿韦斯岛，地理上位于加勒比海，但不属于背风安的列斯群岛的一部分。